# Østerskær

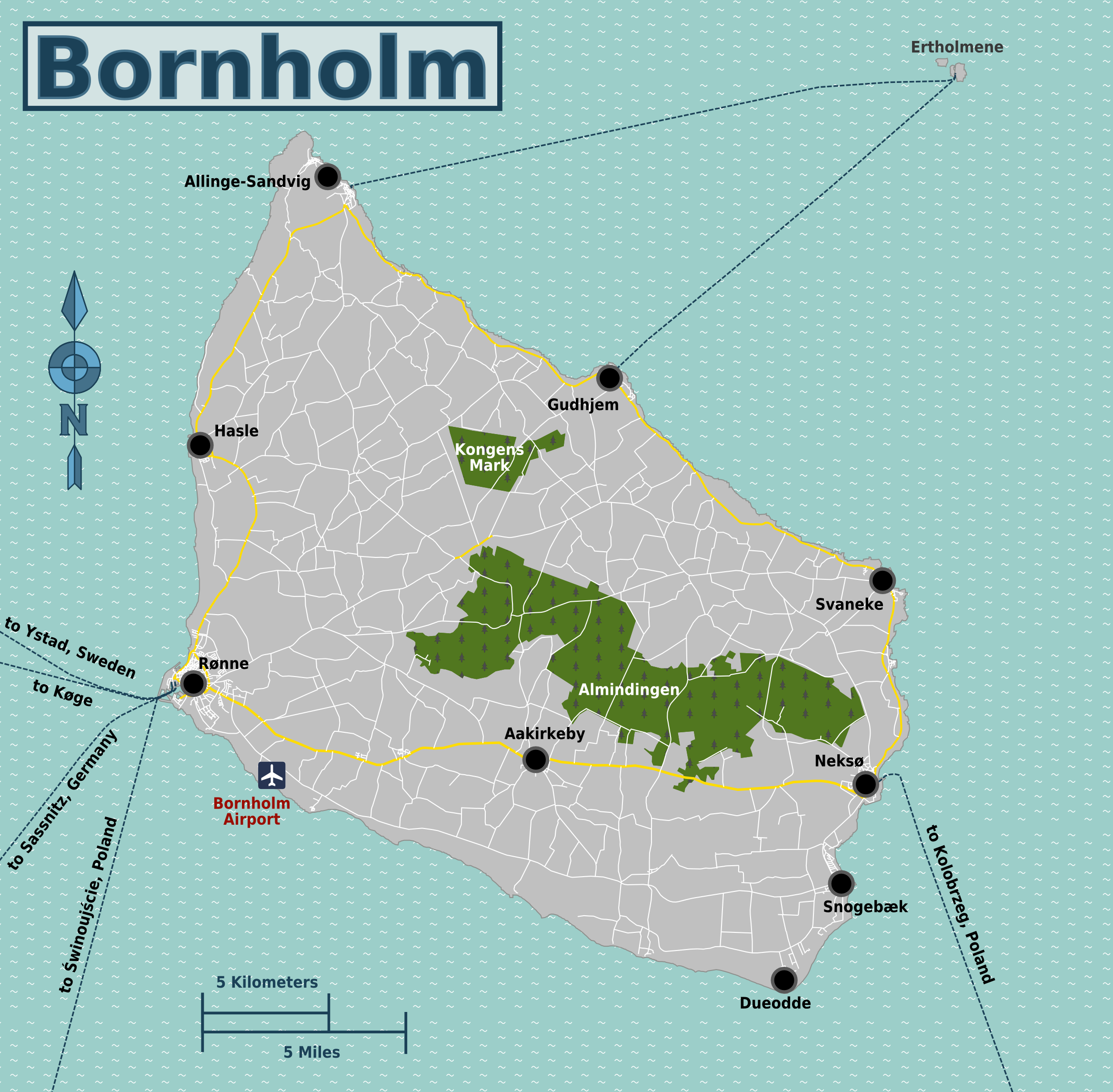
Lägeskarta

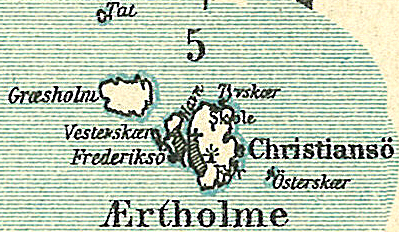
Områdeskarta

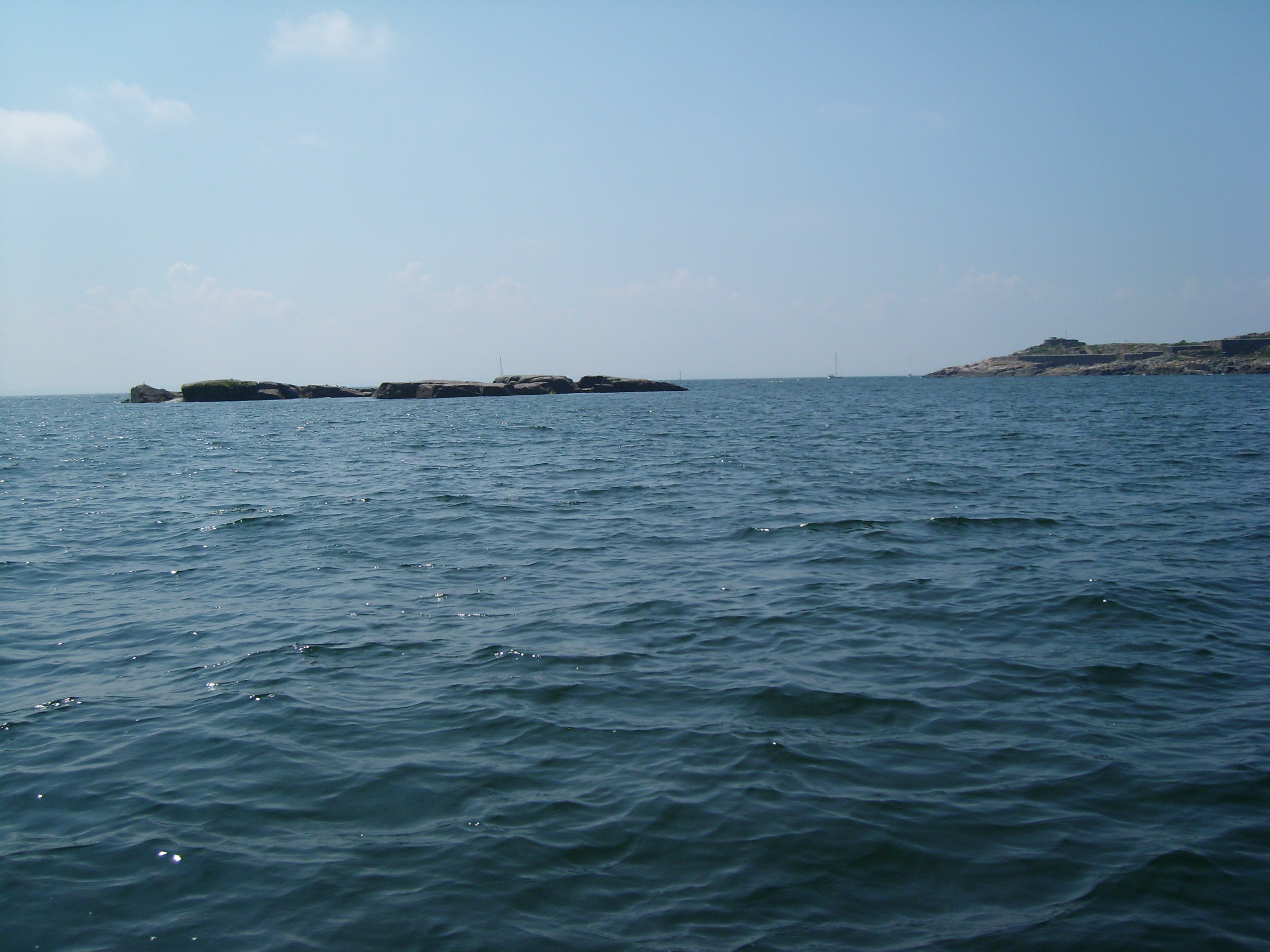
Østerskær

Østerskær är ett skär i sydöstra Danmark. Skäret är landets östligaste plats och en av Danmarks ytterpunkter.

## Geografi
Skäret ligger i södra Östersjön cirka 170 km sydöst om Köpenhamn och cirka 18 km nordöst om ön Bornholm bland ögruppen Ertholmene (svenska Ärtholmarna). Den obebodda Østerskær ligger cirka 290 meter öster om huvudön Christiansø, omkring skäret ligger ytterligare 3 mindre kobbar.
Även om Ertholmerne geografiskt ligger inom Bornholms regionskommun utgör ögruppen ett kommunfritt område och förvaltas direkt av det Danske forsvarsministeriet (försvarsdepartementet).
Østerskær tillsammans med hela Ärtholmarna är ett naturskyddsområde och endast de bebodda öarna får besökas medan det råder landstigningsförbud på skäret.

## Historia
1977 klassades hela Ärtholmarna som Ramsarplatser (Ramsar site no. 165) då de utgör Danmarks enda häckningsplatser för sillgrissla (Uria aalge) och tordmule (Alca torda).
Den 21 april 1999 fastslogs Danmarks territorialgränser av FN genom "Executive order nr 242" och Østerskær blev Danmarks östligaste plats.